# هاري نوفيلو
هاري نوفيلو (بالفرنسية: Harry Novillo) (مواليد 11 فبراير 1992) لاعب كرة قدم فرنسي يجيد اللعب في الجناح الأيمن و الأيسر .
مثل عدة أندية فرنسية أبرزها نادي ليون بالإضافة إلى نادي مانيساسبور التركي ووقع مع نادي بني ياس مطلع عام 2017 و لعب في نادي العروبة الإماراتي .
مثل منتخبات فرنسا السنية بالإضافة إلى منتخب دولة مارتينيك .

## روابط خارجية
- هاري نوفيلو على موقع اتحاد تركيا (لاعب) (الإنجليزية)
- هاري نوفيلو على موقع رابطة كرة القدم الفرنسية للمحترفين (الإنجليزية)
- هاري نوفيلو على موقع الدوري الأمريكي (الإنجليزية)
- هاري نوفيلو على موقع إي إس بي إن إف سي (الإنجليزية)
- هاري نوفيلو على موقع قاعدة بيانات كرة القدم.إي يو (الإنجليزية)
- هاري نوفيلو على موقع بيانات كرة القدم. دي إي (الألمانية)
- هاري نوفيلو على موقع ليكيب (الفرنسية)
- هاري نوفيلو على موقع ناشيونال فوتبول تيمز (الإنجليزية)
- هاري نوفيلو على موقع Soccerway.com (الإنجليزية)
- هاري نوفيلو على موقع عالم كرة القدم.نت (الإنجليزية)